# Jack Deloplaine
Jack A. Deloplaine (Pottstown, 21 de abril de 1954 — Anderson, 3 de agosto de 2022) foi um jogador profissional de futebol americano estadunidense.

## Carreira
Jack Deloplaine foi campeão da temporada de 1978 da National Football League jogando pelo Pittsburgh Steelers.

## Morte
Jack faleceu no dia 3 de agosto de 2022, aos 68 anos de idade.